# Ulvöarna

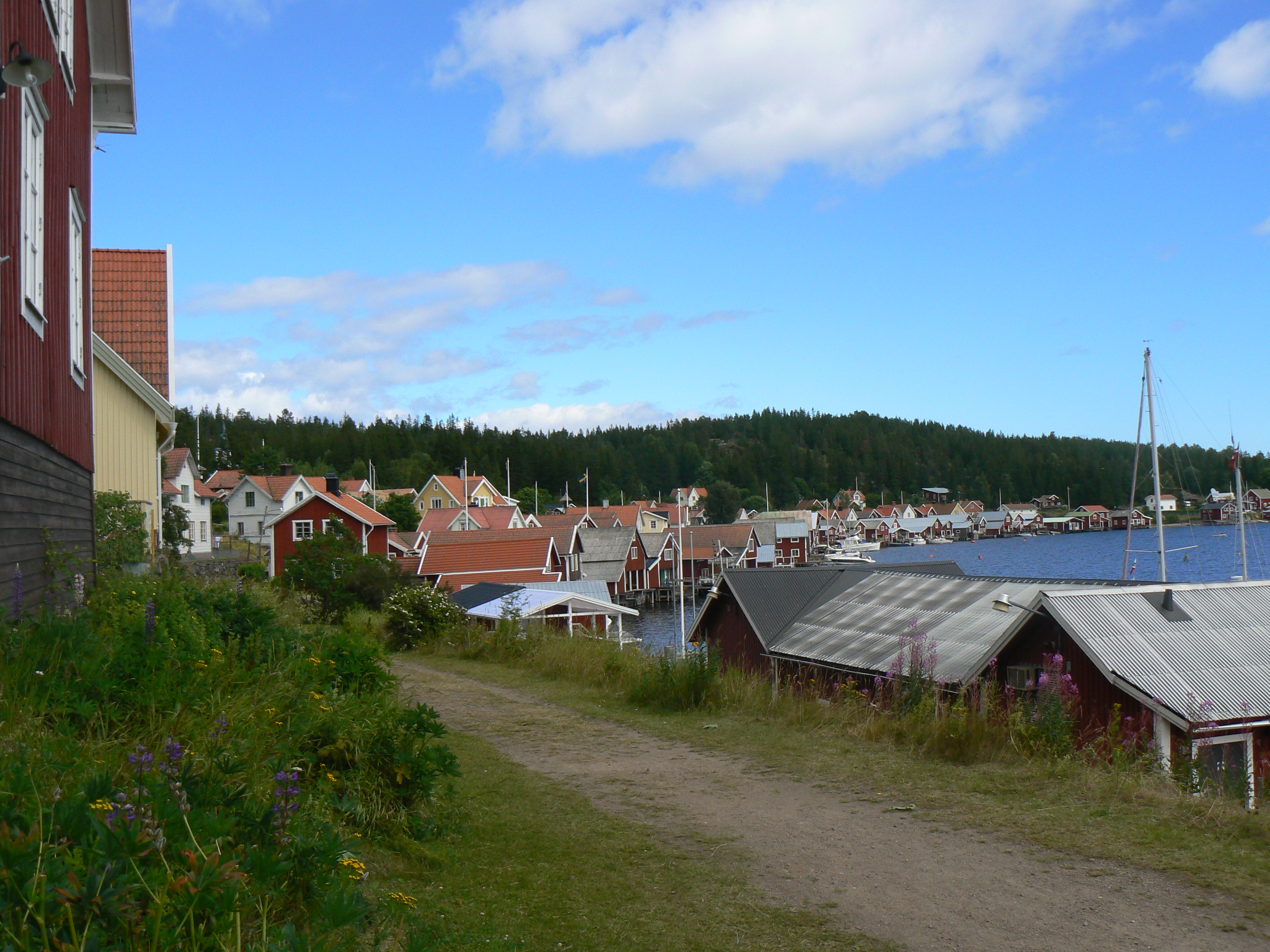
Ulvöhamn, juli 2007.

Ulvön / Ulvöarna är två öar i Nätra församling, Örnsköldsviks kommun inom Höga kusten i Ångermanland.
De två öarna, som ligger cirka 30 km söder om Örnsköldsvik, utgörs av Norra Ulvön samt Södra Ulvön och åtskiljs av det smala Ulvösundet. Öarna har dagliga båtförbindelser med fastlandet, främst från Köpmanholmen, Docksta och Ullånger. Historiskt bröts titanhaltig järnmalm på öarna eftersom de är bergiga med förekomst av järnmalm. Lämningar efter gruvor finns både på norra och södra delen av öarna.

## Norra Ulvön
På Norra Ulvöns södra del ligger samhället Ulvöhamn med Ulvö kyrka och Ulvö kapell (byggt 1622). Ulvöhamn var det största och viktigaste av de fiskelägen som nyttjades av Gävlefiskarna.
I det inre av Norra Ulvön ligger byarna Sörbyn och Norrbyn båda omgivna av lite åkerjord. På nordöstra stranden ligger det gamla fiskeläget Sandviken, som liksom Ulvöhamn nyttjades av Gävlefiskarna, men troligen inte under någon längre tidsperiod. I stället var det främst fiskare från Nätra och Vibyggerå som var verksamma i Sandviken. När fisket upphörde köptes fiskeläget av Mo och Domsjö AB som gjorde om bodarna till en semesteranläggning för bolagets anställda. Idag är Sandviken kulturreservat och bodarna hyrs ut till allmänheten. På öns västsida ligger byarna Fjären och Norrbysbodarna.
Inne på Norra Ulvön ligger Bysjön (30 m ö.h.), mellan Sörbyn och Ulvöhamn. Vid Bysjön ligger även öns kyrkogård och skolan som numera är ett vandrarhem. Nordöst om Ulvöhamn ligger en liten sjö med namnet Kvarnsjön, och mellan Norrbyn och Sandviken ligger en sjö med namnet Sandvikssjön. På öns utsida mot Bottenhavet finns sandstränderna Norrsand och Sörsand.
På Norra Ulvön finns naturreservatet Stormyran på Ulvön. Norra Ulvöns högsta berg Nörd-Vårdkasberget når en höjd av 141 m ö.h.
Norra Ulvön har mestadels sommarboende invånare men även ett fåtal åretruntboende. Fiskeläget Ulvöhamn är den mest kända platsen på ön, främst förknippad med surströmming och surströmmingstillverkning. Det sista stora salteriet lades ned år 1983 och produktionen fortsätter numera småskaligt. Numer är Ulvö Lilla Salteri det enda salteriet med varumärken som Ulvöprinsen och Erik den Röde.

## Södra Ulvön
Södra Ulvön är i stort sett obebyggd, med undantag av fiskeläget Marviksgrunnan på sydvästra stranden. Fiskeläget användes av Gävlefiskarna på 1700-talet, senare av fiskare från Vibyggerå socken, åtminstone fram till 1930-talet. Där finns Marviksgrunnans kapell. Södra Ulvön kallas också Jernulfön eftersom berggrunden är rik på järn (och titan och vanadin). 
Gruvbrytning har förekommit sedan slutet av 1600-talet på ön. Vid Marviksgrunnan finns den största gruvan.
På Södra Ulvön ligger sjön Fäbodsjön, med ett område som på somrarna under äldre dar användes som betesmark för böndernas boskap. Södra Ulvöns högsta punkt är Sör-Högberget som når cirka 90 m ö.h. Södra delen av ön omfattas av naturreservatet Södra Ulvön.